# Hieracium bornetii
Hieracium bornetii es una especie de planta con flor del género Hieracium, de la familia Asteraceae, orden Asterales.

## Distribución
Hieracium bornetii se distribuye por Francia e Italia.

## Taxonomía
Fue descrita científicamente por Burnat & Gremli. Fue publicada en Cat. Hierac. Alp. Mar.: 29, 72 (1883).